# Tour de Vendée 1994
Il Tour de Vendée 1994, ventitreesima edizione della corsa e valida come evento del circuito UCI categoria 1.4, si svolse il 24 aprile 1994 per un percorso totale di 205,3 km. Fu vinta dal belga Patrick Van Roosbroeck che terminò la gara con in 5h13'51" alla media di 39,248 km/h.

## Ordine d'arrivo (Top 10)
| Pos. | Corridore              | Squadra     | Tempo    |
| ---- | ---------------------- | ----------- | -------- |
| 1    | Patrick Van Roosbroeck | Trident     | 5h13'51" |
| 2    | Mario De Clercq        | Lotto-Caloi | s.t.     |
| 3    | Peter Spaenhoven       | Palmans     | s.t.     |
| 4    | Paul Haghedooren       | Collstrop   | s.t.     |
| 5    | Jo Planckaert          | Novemail    | s.t.     |
| 6    | Peter Farazijn         | Lotto-Caloi | s.t.     |
| 7    | Laurent Roux           | Castorama   | s.t.     |
| 8    | Pascal Lance           | GAN         | s.t.     |
| 9    | Tom Desmet             | Lotto-Caloi | s.t.     |
| 10   | Oleg Kozlitin          | Chazal-MBK  | s.t.     |